# Cantó de Biàrritz-Oest
El cantó de Biàrritz-Oest, (en euskera Biarritz-Mendebaldea) és una divisió administrativa francesa, situada al departament dels Pirineus Atlàntics i la regió Nova Aquitània.
El seu Conseller general és Max Brisson, d'UMP. Està format per una part de la vila de Biàrritz.

## Consellers generals
| Data d'elecció                             | Identitat    | Partit | Qualitat                    |
| ------------------------------------------ | ------------ | ------ | --------------------------- |
| 1966-1979                                  | Guy Petit    |        | senador-alcalde de Biàrritz |
| 1979-1998                                  | Armand Saury | RPR    |                             |
| 1998-2004                                  | Max Brisson  |        |                             |
| 2004-2011                                  | Max Brisson  | UMP    |                             |
| No es coneixen les dades anteriors a 1966. |              |        |                             |